# Renacimiento (partido)
Renacimiento (RE; en francés: Renaissance), originalmente conocido como ¡En Marcha! (EM; en francés: En Marche!) y luego ¡La República en Marcha! (LREM; en francés: La République En Marche!), es un partido político socioliberal francés presentado el 6 de abril de 2016 y liderado por Emmanuel Macron, actual presidente de la República Francesa.
El movimiento se apoya de manera especial en las redes sociales y tiene la particularidad de aceptar las adhesiones de miembros de otros partidos y de no imponer ninguna cotización a quienes se adhieren al movimiento.
En octubre de 2016 se nombró secretario general de En Marcha a Richard Ferrand que sucedió a Benjamin-Blaise Griveaux. Desde 2018, Stanislas Guerini ejerce como delegado general del partido.
El 8 de mayo de 2017, su presidente, Emmanuel Macron, dimitió de su cargo en la asociación y de forma interina Catherine Barbaroux asumió la presidencia del movimiento político, que pasó a denominarse La République En Marche! (La República en Marcha). Bajo dicho nombre presentó candidaturas a las elecciones legislativas de 2017.

## Historia

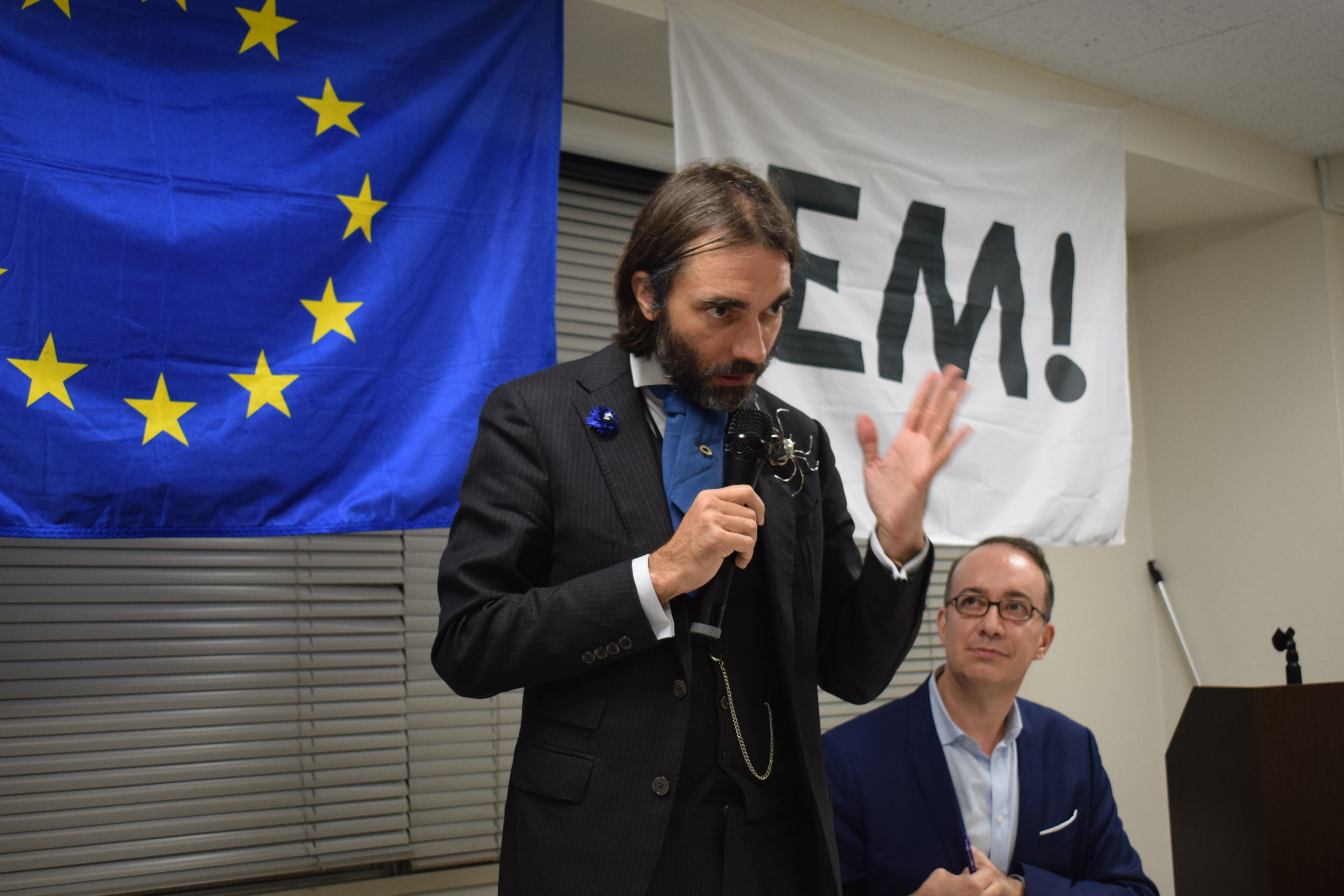
Cédric Villani en una reunión pública de La République En Marche! en Tokio.

¡En Marcha! fue fundado el 6 de abril de 2016 en Amiens, ciudad natal de Macron y el nombre del movimiento incorpora sus iniciales. A pesar de que Emmanuel Macron fue miembro del Partido Socialista (PS) de 2006 a 2009, ¡En Marcha! manifiesta que desea salir de los marcos políticos tradicionales y quiere presentarse como una organización transversal. Macron se opone al tradicional dualismo izquierda-derecha, reemplazándolo por la dicotomía entre progresistas y conservadores, identificándose con los primeros Macron afirma que ¡En Marcha! es a la vez de derechas y de izquierdas.
Con esta iniciativa, Emmanuel Macron asumía por primera vez su ambición de concurrir a unas elecciones presidenciales. Numerosos observadores políticos y medios de comunicación consideraron que podría ser candidato en 2017, sobre todo teniendo en cuenta las recaudaciones de fondos que organizaba. El lanzamiento de este movimiento tuvo una importante cobertura mediática, acompañada de un aumento del número de búsquedas sobre Emmanuel Macron en Google y Wikipedia y de tensiones con François Hollande sobre la cuestión de la lealtad del exministro hacia el presidente. Durante la entrevista con motivo de la Fiesta Nacional de Francia el 14 de julio de 2016 Hollande declaró que Emmanuel Macron estaba comprometido con la "solidaridad" gubernamental y con la necesidad de "servir hasta el final" al margen de cuestiones personales. En las semanas posteriores a la fundación del movimiento la organización se benefició de un ascenso notable en los sondeos de opinión y algunos lo situaron como el mejor posicionado en la izquierda ante las elecciones presidenciales de 2017.
En su momento, la creación de ¡En Marcha! recibió la bienvenida de diferentes personalidades políticas, como Najat Vallaud-Belkacem, François Hollande o incluso Jean-Pierre Raffarin, que consideró que el movimiento aportaba "savia nueva". Pierre Gattaz, presidente del MEDEF, declaró que la iniciativa era "refrescante".
Otros fueron más críticos, entre ellos Jean-Luc Mélenchon, que consideraba que el programa económico de Macron estaba inspirado en el de Marine Le Pen o incluso Christian Estrosi que consideraba que el ministro no tiene "ninguna credibilidad".
Emmanuel Macron realizó su primer mitin el 12 de julio de 2016 en la Casa de la Mutualidad al que asistieron aproximadamente unas 3 500 personas, una cuarentena de parlamentarios, entre ellos Nicole Bricq; personalidades como Renaud Dutreil, Érik Orsenna; o la viuda de Michel Rocard. En su intervención afirmó que llevará al movimiento "hasta 2017 y hasta la victoria". La elección de la fecha — dos días antes la última intervención televisada sobre los cinco años de mandato de François Hollande — fue considerada por parte de algunos como una provocación. Manuel Valls, le criticó sin mencionar su nombre en su discurso y expresó públicamente su irritación.
En septiembre de 2022, cambia su nombre a Renaissance (Renacimiento).

## Ideología

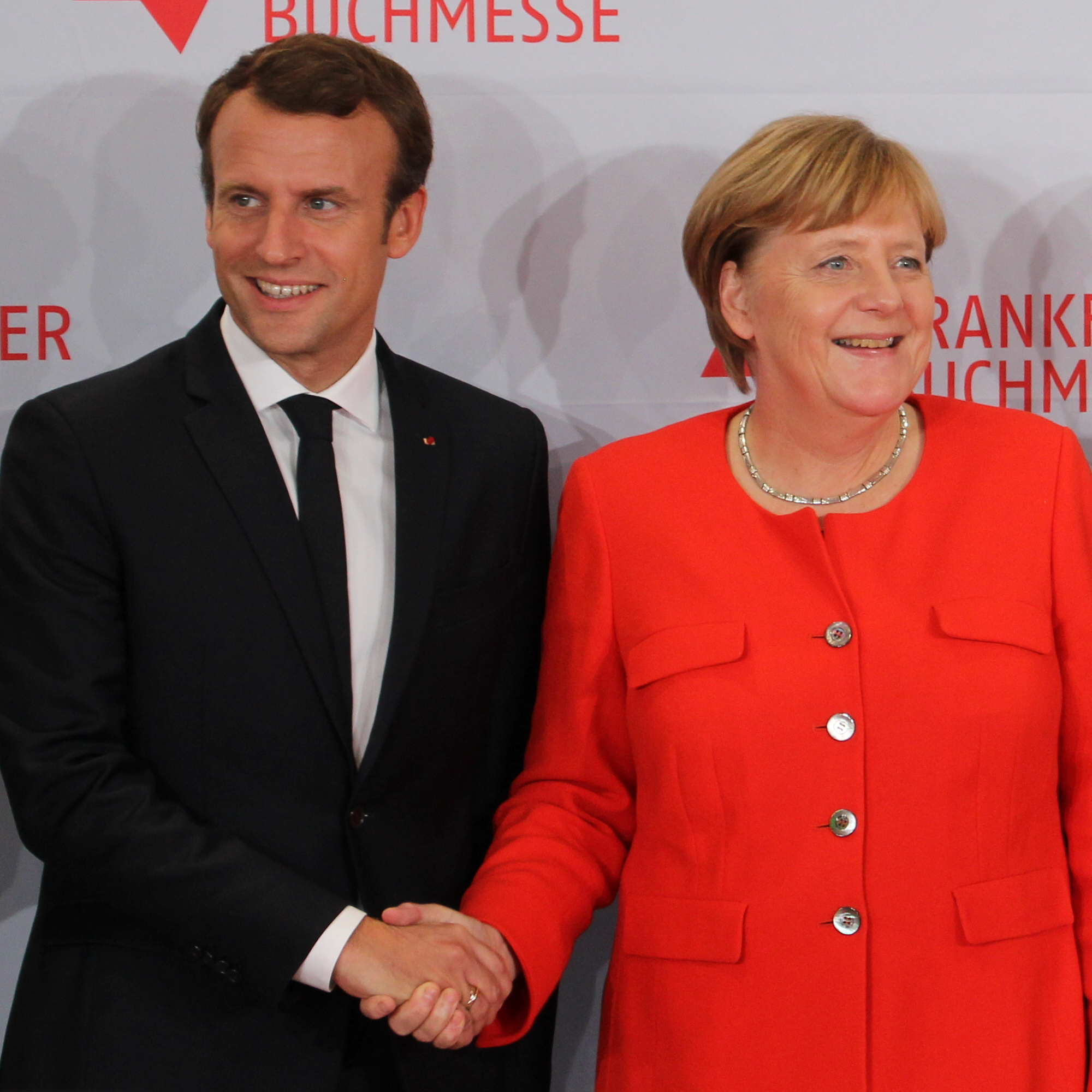
Emmanuel Macron y la excanciller alemana Angela Merkel durante la Feria del Libro de Fráncfort de 2017. El presidente francés aprovechó la inauguración del evento para subrayar el papel que la cultura debería desempeñar en la refundación de la Unión Europea.

Según el sitio web Toute l'Europe, durante la campaña presidencial de 2017, Emmanuel Macron, candidato de En marche, es presentado por la prensa francesa como "el europeo de la campaña", y por la prensa internacional como el último baluarte contra el repliegue de la Unión Europea". De acuerdo con Le Monde, Macron quiere "poner a Europa en el centro del debate presidencial," sobre todo quieren un debate político con la celebración de "convención democrática" para preparar un proyecto de reforma. Según Libération, el candidato de En marche "llama a refundar Europa a través de la armonización fiscal y social". En 2018, luego de que Emmanuel Macron asumiera la presidencia de la República, Libération concluyó que "su visión presidencial está completamente determinada por la reactivación del proyecto europeo". LREM muestra la voluntad de reactivar la integración europea, y le hubiera gustado alentar la creación de un nuevo grupo en el Parlamento Europeo. Pero el proyecto fracasa y LREM debe renunciar para integrar el grupo Renovar Europa en 2019.
Según el think tank Terra Nova, que analizó el perfil de los miembros de la República en Las Marcas, el 31% son liberal-progresistas y el 23% progresista-igualitarios, lo que significa "progresista" tener una "actitud cultural marcada por el progresismo y la tolerancia". El 23% son liberal-conservadores y el 19% moderado-conservadores.

Mi movimiento es una amplia coalición de socialdemócratas, liberales, centristas, ecologistas y sobre todo de ciudadanos que nunca han tenido un compromiso político (...) Los partidos están anclados en una división que no se corresponde con la realidad. La verdadera división está entre progresistas y conservadores, entre apertura e inmovilismo. Derecha e izquierda están fragmentadas entre proeuropeos y antieuropeos, por ejemplo. O sobre la reforma laboral, la globalización
Emmanuel Macron

En Marcha propone que Francia se integre a la economía mundial, rechazando el proteccionismo. Reclama que se restablezca la confianza entre Francia y Alemania. "Francia debe asumir responsabilidades sobre el plan económico y presupuestario y debe acometer reformas. Después Alemania nos debe acompañar con más inversiones y un relanzamiento de la zona euro." Así mismo, ha considerado que "Los asuntos de seguridad van a reestructurar el mundo" y dado que Estados Unidos deja de jugar el papel de gran protector en los teatros operacionales sólo Europa puede jugar ese papel. "La auténtica soberanía es europea" dice.
Un estudio del Instituto Francés de Opinión Pública (Ifop) publicado en julio de 2020 señala una "derechización" de los partidarios del LREM. Mientras que en una escala del 1 al 10 (el número 0 para la posición más a la izquierda y el 10 para la más a la derecha), en el momento de las elecciones presidenciales de 2017 estaban en 5,6 (cerca del centro-derecha), en julio de 2020 estaban en 6,7 (cerca de la derecha).

## Organización

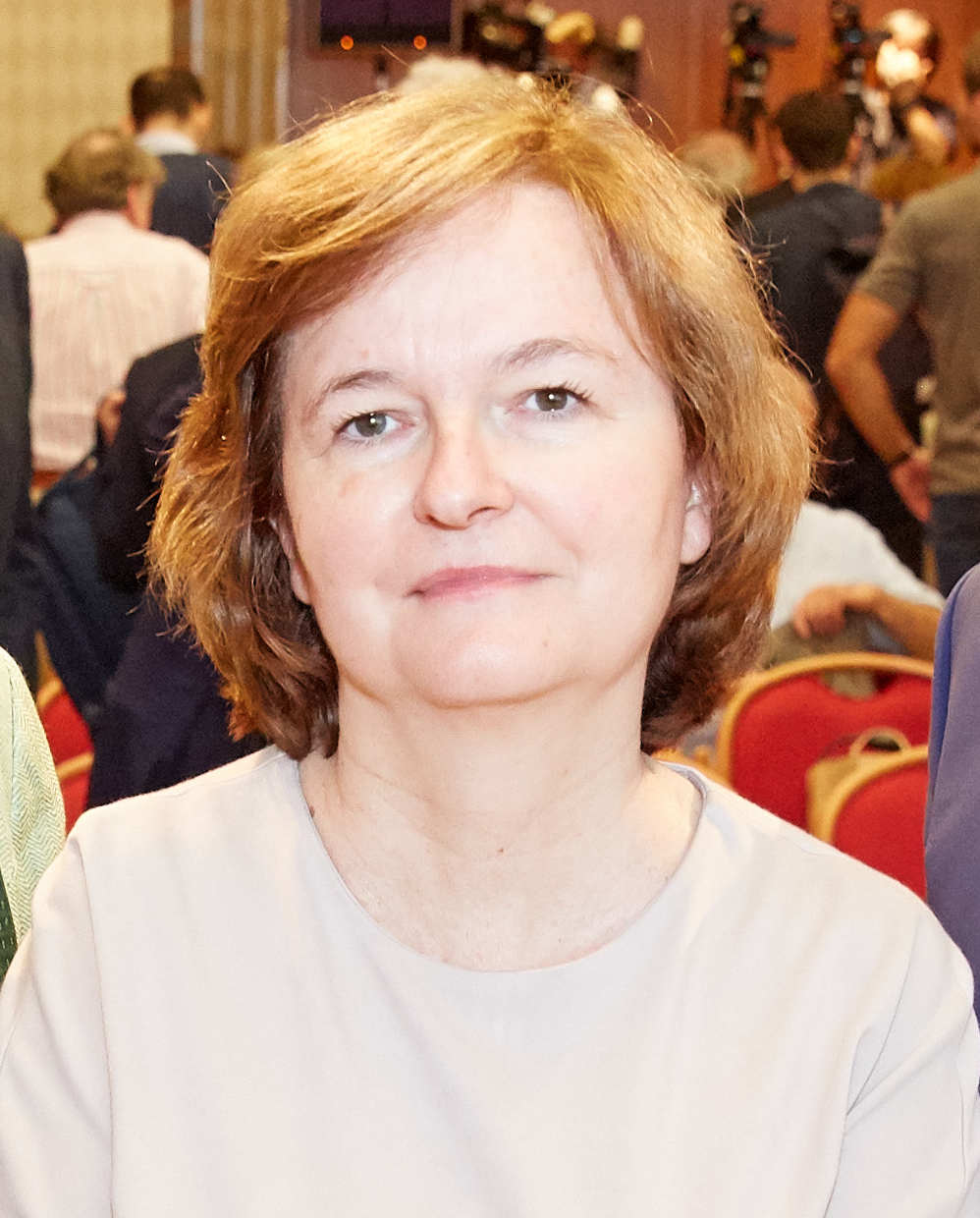
Nathalie Loiseau, jefa de la lista LREM-MoDem en las elecciones europeas de 2019.

Después de la publicación en internet de la web del movimiento, Mediapart revela que su directora de publicación es Véronique Bolhuis, compañera del director del Instituto Montaigne Laurent Bigorgne y que la asociación «¡En Marcha!» tiene como sede legal la dirección del domicilio privado de Véronique Bolhuis y Laurent Bigorgne. Después de la publicación del artículo, la web retira la dirección exacta de la domiciliación e indica que el director de publicación es la asociación «¡En Marcha!».
Según Mediapart, el núcleo duro de trabajadores del Cuartel General de En Marcha "está constituido por un grupo de treintañeros llegados del gabinete de Macron en Bercy. (...) Entre ellos el antiguo director adjunto del gabinete Julien Denormdie o el ex-consejero parlamentario Stéphane Séjourné. Y por supuesto Ismaël Emelien, el muy joven consejero especial de Macron en el ministerio que ha crecido en la escuela Havas (ex-Euro RSCG) cerca del líder de la Fundación Jean-Jaurès, Gilles Finchelstein. Estos permanentes han salido en su mayoría de las redes y el entorno de Dominique Strauss Kahn del Partido Socialista francés. Dos agencias de comunicación trabajan habitualmente por el movimiento Little Wing y Jésus & Gabriel.
En octubre de 2016 fue nombrado Secretario General de En Marcha a Richard Ferrand, diputado del Partido Socialista de Finistère que sucedió a Benjamin-Blaise Griveaux.
En su primera etapa ¡En marcha! estuvo representada de manera habitual por tres personas: Julien Denormandie, director adjunto del gabinete del ministerio de la Economía, Ismaël Emelien, antiguo consejero comunicación de Emmanuel Macron en el ministerio y Benjamin Griveaux. 
Tras la victoria en las elecciones presidenciales Macron dimite como presidente y el cargo es asumido de forma interina por Catherine Barbaroux.

### Afiliación
El movimiento cuenta como afiliados todas las personas que han comunicado su correo electrónico. El 10 de abril de 2016, algunos días después del lanzamiento del movimiento, Emmanuel Macron reivindica 13 000 afiliados. Se trataría en realidad de 13 000 clics a su web y no de afiliados, según Le Canard enchaîné. Algunos parlamentarios socialistas se han sumado al movimiento: los diputados Olivier Véran y Richard Ferrand o el senador François Patriat. 
El 15 de enero de 2017 en su página web reivindica 141.000 personas afiliadas.

## Resultados electorales

### Elecciones presidenciales
|  | 24,01 % |

|  | 66,10 % |

|  | 27,84 % |

|  | 58.54 % |

### Elecciones legislativas
|  | 28.21 % |

|  | 43.06 % |

|  | 25.75 % |

|  | 39.00 % |

|  | 21.27 % |

|  | 24.53 % |

### Parlamento Europeo
|  | 22.42 % |

|  | 14.60 % |